# Pitalito
Pitalito é um município da Colômbia, localizado no departamento de Huila.